# Albert Kner
Dans le nom hongrois Kner Albert, le nom de famille précède le prénom, mais cet article utilise l’ordre habituel en français Albert Kner, où le prénom précède le nom.
Albert Kner, né le 19 février 1899 à Gyoma et mort le 21 août 1976 à Chicago, est un imprimeur et graphiste hongrois.

## Biographie
Albert Kner est le sixième enfant du célèbre imprimeur Izidor Kner. Il suit sa formation de graphiste entre 1915 et 1916 auprès d'István Örkény à l'école d'arts appliqués. Il rejoint l'atelier de son père après son service militaire puis devient l'élève de Rudolf Larisch à l'Instituts d'enseignement et de recherche graphiques de Vienne ainsi que de Georg Belwe à l'Académie pour les arts graphiques et le commerce du livre de Leipzig.